# 福原和則
福原 和則（ふくはら かずのり、1964年 - ）は、日本の建築設計・建築デザイン学者。一級建築士。大阪工業大学ロボティクス＆デザイン工学部空間デザイン学科教授、工学博士（京都工芸繊維大学）。建築環境・省エネルギー機構 (IBEC)CASBEE建築評価員。大阪府公共建築設計コンクール審査委員長。建築新人戦2021/2022審査委員。
専門は、建築設計/建築デザイン・建築意匠、空間・建築計画。

## 略歴
1988年 京都工芸繊維大学工芸学部建築学科卒業後、1990年 同大学大学院工芸学研究科建築学専攻修士課程修了。1990年 鹿島建設に入社し、建築設計部で建築デザインに従事。2007年 京都工芸繊維大学大学院博士課程修了、工学博士。2012年 大阪工業大学工学部空間デザイン学科教授として着任。2017年 大阪工業大学ロボティクス＆デザイン工学部空間デザイン学科教授。
主な所属学会は日本建築学会。主な受賞は日本建築学会学会賞（業績）「村野藤吾図面資料アーカイブを用いた一連の展覧会・教育・研究事業」、第16回大阪市ハウジングデザイン賞 - ローレルコート難波など。
主な著書は、「日本の建築意匠」（共著、学芸出版社、2016）、「村野藤吾とクライアント」（共著、国書刊行会、2017） 。
大阪工業大学空間デザイン学科への大手建築業界で広く採用されているオブジェクト型3D CAD教育ArchiCAD導入に貢献している。
また、担当する空間デザイン学科研究室の学生が、日本建築家協会主催「JIA全国学生卒業設計コンクール」2022において古澤審査委員賞、京都建築之会主催の建築作品合同講評/展覧会「NEXTA'21」において優秀賞を受賞している。